# José Roberto de Toledo
José Roberto de Toledo Rosario (Araraquara, 5 de fevereiro de 1966) é um jornalista brasileiro. É um dos fundadores da Associação Brasileira de Jornalismo Investigativo e da agência PrimaPagina. Formou-se em jornalismo pela Escola de Comunicações e Artes da Universidade de São Paulo. Atualmente, é colunista do UOL, onde também apresenta o programa Análise da Notícia e o podcast UOL Prime.

## Biografia
Trabalhou por 13 anos na Folha de S.Paulo, onde atuou como editor da coluna Painel de 1991 a 1996, e como repórter especial de 1996 a 2000. Foi também colunista de política do Estadão de 2009 a 2017 e editor-executivo da revista Piauí de 2017 a 2022. Criou e editou o Jornal do Terra de 2002 a 2006 e o Estadão Dados de 2011 a 2016. Foi analista da TV Cultura e, por quatro anos, comentarista de política do telejornal RedeTV! News da RedeTV!, entre 2010 a 2014. Na mesma emissora, foi apresentador/entrevistador do É Notícia.
Pioneiro das técnicas de Reportagem com Auxílio do Computador (RAC) no Brasil, dá cursos sobre o tema pela Abraji para redações e faculdades de jornalismo. Já deu cursos sobre o tema na Argentina, Chile, Colômbia, Estados Unidos, Paraguai e Peru. É membro do Consórcio Internacional de Jornalistas Investigativos, e participou da série Panamá Papers, vencedora do Prêmio Pulitzer em 2017. Em 2015, recebeu o Grande Prêmio Esso de Jornalismo, juntamente com Paulo Saldaña e Rodrigo Burgarelli, com o trabalho "Farra do FIES", publicado no jornal O Estado de S. Paulo.
Manteve o blog Toledol , sobre RAC e o impacto da revolução digital no jornalismo.
É co-autor de Era FHC - um balanço (Editora Cultura, 692 págs, ISBN 8529300769), e de Marketing Político e Persuasão Eleitoral (Konrad Adenauer, 238 págs, ISBN 858553592X).
Organizou a série de livros SP21 para a Editora Brasiliense.